# HMS H49
Pour les articles homonymes, voir H49.
Le HMS H49 est un sous-marin de classe H construit pour la Royal Navy par William Beardmore and Company à Dalmuir, dans le cadre du groupe 3. Il est lancé le 15 juillet 1919 et mis en service le 25 octobre 1919.

## Conception
Le H49 est un sous-marin de type Holland 602, mais il a été conçu pour répondre aux spécifications de la Royal Navy. Comme tous les sous-marins britanniques de classe H postérieurs au HMS H20, le H49 avait un déplacement de 440 tonnes en surface, et de 500 t en immersion. Il avait une longueur totale de 52 m, un maître-bau de 4,67 m, et un tirant d'eau de 3,81 m.
Il était propulsé par un moteur Diesel d’une puissance de 480 ch (360 kW) et par deux moteurs électriques fournissant chacun une puissance de 320 ch (240 kW). Le sous-marin avait une vitesse maximale en surface de 13 nœuds (24 km/h). En utilisant ses moteurs électriques, le sous-marin pouvait naviguer en immersion à 11 nœuds (20 km/h). Il transportait normalement 18,1 tonnes de carburant, mais il avait une capacité maximale de 20 tonnes. Les sous-marins britanniques de classe H post-H20 avaient un rayon d'action de 2 985 milles marins (5 528 km) à la vitesse de 7,5 nœuds (13,9 km/h) en surface,.
Le H49 était armé d’un canon antiaérien et de quatre tubes lance-torpilles de 21 pouces (533 mm) montés dans la proue. Il emportait huit torpilles. Son effectif était de vingt-deux membres d’équipage.

## Engagements
Le H49 a été construit au chantier naval de Dalmuir de William Beardmore and Company. Sa quille a été posée le 21 janvier 1918, il a été lancé le 15 juillet 1919 et achevé le 25 octobre 1919.
Après sa mise en service, le H49 a rejoint à l’école d’entraînement des sous-marins à Portland. Il est resté pour faire partie de cet établissement en décembre 1920.
En mars 1937, le sous-marin navigue sur le canal de Gloucester et Sharpness en compagnie du sous-marin HMS H33. Le voyage avait été organisé par le lieutenant A. F. Collett, le premier lieutenant du H33. Il a été mis en réserve à Portsmouth le 16 décembre 1938.
Le H49 a survécu jusqu’à la Seconde Guerre mondiale, mais il a été coulé à coups de charges de profondeur le 18 octobre 1940 au large de Texel, aux Pays-Bas, par les patrouilleurs allemands UJ111, UJ116 et UJ118, commandés par Wolfgang Kaden à bord du UJ116 et appartenant à la 5e flottille anti-sous-marine. Il n’y a eu qu’un seul survivant, le chauffeur George William Oliver, de Hartlepool. Il a été sauvé par des chalutiers allemands et a passé le reste de la guerre en tant que prisonnier de guerre à Marlag und Milag Nord,,,
Au milieu des années 1980, des plongeurs amateurs qui avaient violé le statut de sépulture de guerre du H49 ont été poursuivis par le gouvernement néerlandais.